# Posidonietum oceanicae

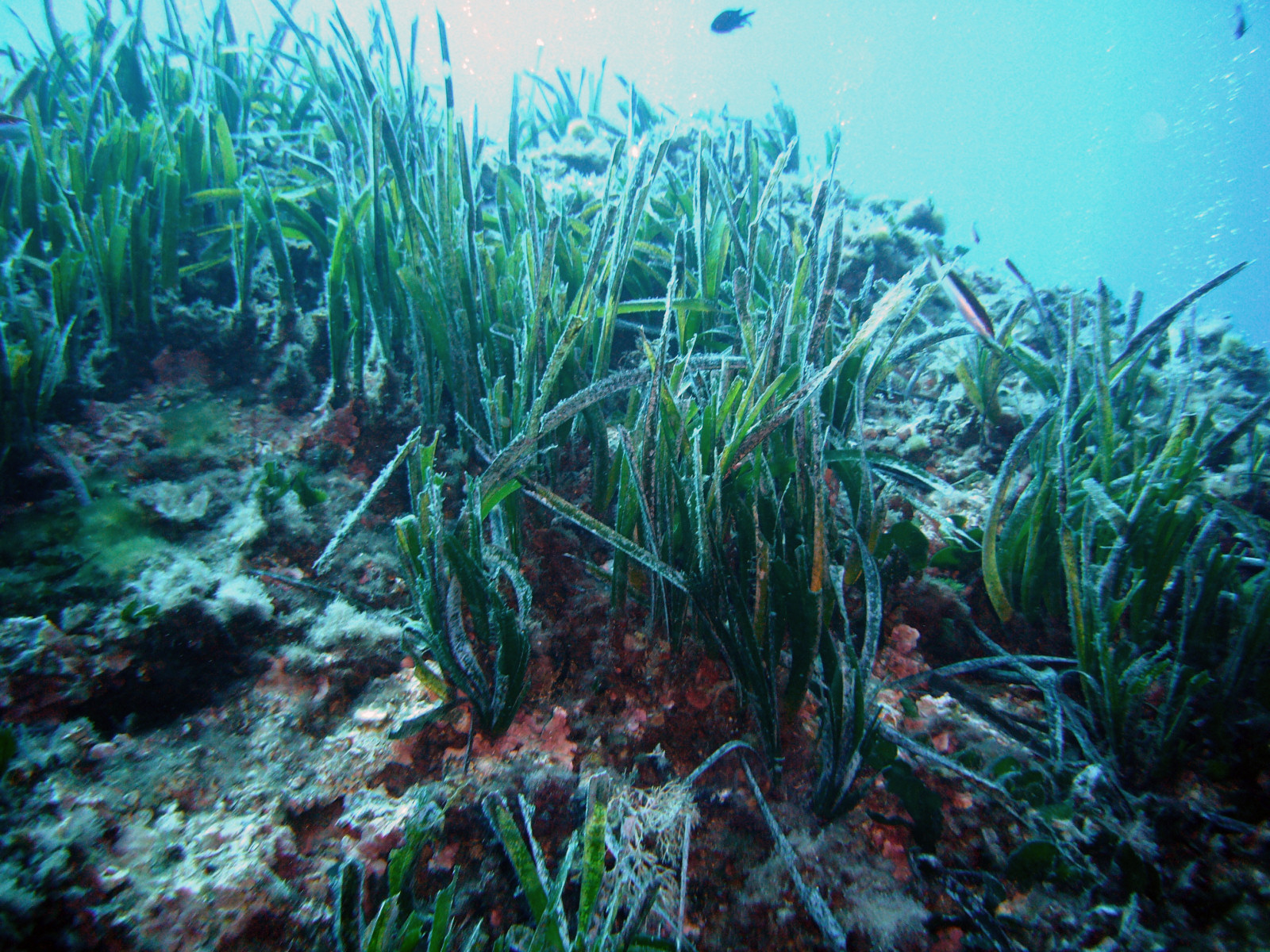
Prateria di P. oceanica - Portofino

Il Posidonietum oceanicae (Molinier, 1958) è una associazione vegetale caratterizzante i fondi mobili del piano infralitorale, di cui determina anche il limite inferiore, nel mar Mediterraneo. È stata descritto per la prima volta a Cap Corse, in Corsica.
Specie caratteristica dell'associazione è la fanerogama marina Posidonia oceanica. Raggiunge il suo massimo sviluppo entro i 10-20 metri di profondità, ma si può trovare anche fino ai 40 metri.

## Principali aggruppamenti vegetali
All'interno del posidonieto è possibile distinguere 2 diversi tipi di aggruppamenti vegetali, la vegetazione sciafila dei rizomi (Flabellio-Peyssonnelietum squamariae Molinier 1958) e la popolazione epifita delle foglie (Myrionemo-Giraudietum sphacelarioidis Van der Ben 1971).

### Flabellio-Peyssonnelietum squamariae
Questa associazione è stata descritta per la prima volta nel Golfo di St. Florent (Corsica).
Specie caratteristiche dell'associazione sono:
- Peyssonnelia squamaria,
- Flabellia petiolata,
- Osmundaria volubilis.

Si sviluppa sui rizomi e sulle matte di posidonia, anche se si trova pure lungo le pareti o fondali poco illuminati dell'infralitorale inferiore.

### Myrionemo-Giraudietum sphacelarioidis
Costituisce l'insieme delle specie vegetali presenti come epifite sulle foglie di posidonia, anche se non può essere considerato esclusivo di questa associazione, perché può trovarsi anche sulle foglie di altre Angiosperme marine o su quelle di alghe fotofile quali le Cystoseira.
Specie caratteristiche sono:
- Myrionema orbiculare,
- Giraudia sphacelarioides,
- Cladosiphon cylindricus,
- Cladosiphon irregularis,
- Myractula gracilis,
- Chondria mairei,
- Spermothamnion flabellatum bisporum.

## Fattori abiotici che determinano l'associazione
La formazione del Posidonietum oceanicae è regolata da una serie di fattori abiotici:
- intensità della luce,
- idrodinamismo,
- tipo di substrato.

### Luce
La prateria può svilupparsi ad una profondità massima di circa 40 metri. A questa profondità penetra circa l'1% della luce incidente in superficie, una quantità di luce sufficiente a garantire la fotosintesi.

### Idrodinamismo
Si sviluppa in zone che sono dominate da idrodinamismo unidirezionale, cioè l'acqua si muove in un'unica direzione dipendente in massima parte dal moto ondoso.

### Substrato
Il Posidonieto si sviluppa su substrati sabbiosi e ben ossidati ed è dipendente dal ritmo di sedimentazione. Un ritmo di sedimentazione troppo elevato, infatti, potrebbe soffocare la posidonia. In alcuni casi può svilupparsi anche su substrati sabbiosi.